# Omwentelingslichaam van minste weerstand

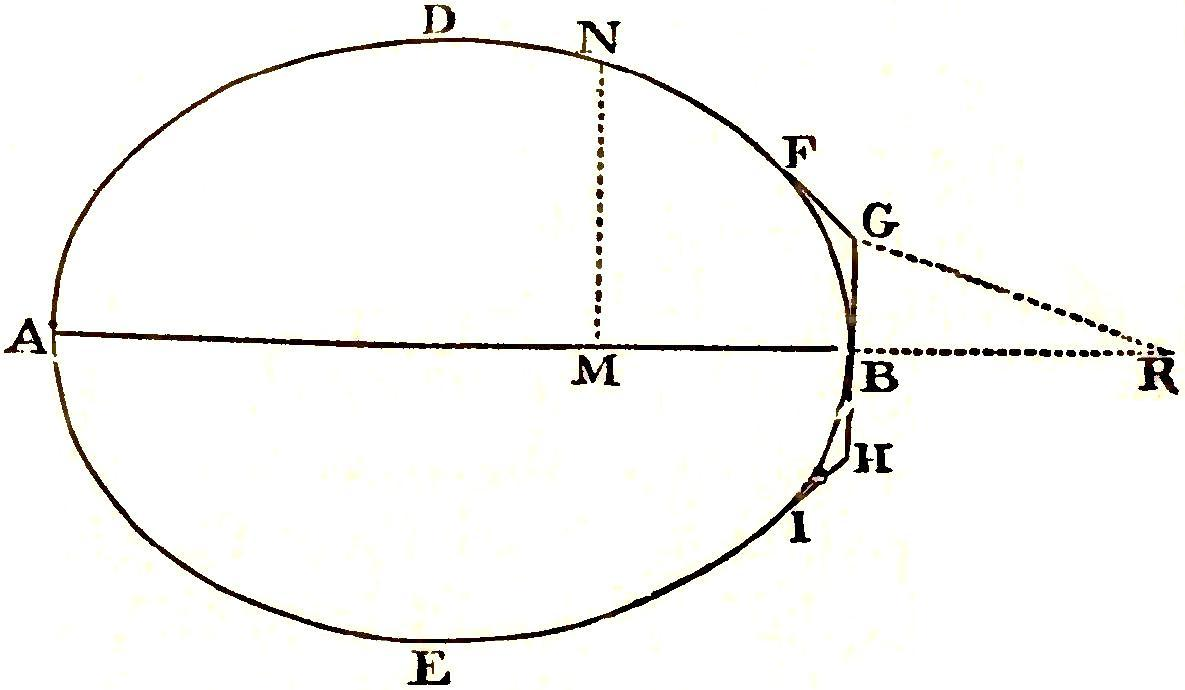
Het omwentelingslichaam van minste weerstand volgens Newton.

Het omwentelingslichaam van minste weerstand (solid of revolution of least resistance) is een omwentelingslichaam dat een dusdanige vorm heeft dat het voortbewegend door een fluïdum minder weerstand ondervindt dan enig ander lichaam met dezelfde basis en hoogte en hetzelfde volume. Het begrip werd geïntroduceerd door Newton in hoofdstuk VII van boek II van de Principia, waarmee hij voor het eerst het verband legde tussen rompvorm en weerstand.

## Newton
In het scholium bij propositie 34 formuleerde Newton het probleem van het omwentelingslichaam dat met de minste weerstand zich in een fluïdum beweegt. Hij gebruikte hiervoor eerst een afgeknotte kegel (frustum) en daarna een ellipsoïde met vlakke neus. De vlakke neus zou voor minder weerstand moeten zorgen, waarvoor hij toepassingen zag bij schepen. Het vormde hierna een eeuw lang de basis van scheepshydrodynamica.
Newton ging hierbij uit van een fluïdum van geringe dichtheid (rare medium) waarbij de deeltjes geen interactie met elkaar hebben en volkomen elastisch botsen tegen een lichaam. Hij nam aan dat de weerstand slechts veroorzaakt werd door deeltjes die het frontale oppervlak raakten en daarbij geen actie uitoefenden op de andere deeltjes, en dat ook de zijkanten en achterzijde geen invloed hadden op de weerstand.

## Theoretische benaderingen
Newton had niet aangegeven hoe hij aan deze vormen was gekomen en zijn methode van variatierekening werd pas in 1704 gepubliceerd. Zijn publicatie werd aanvankelijk door zijn tijdgenoten dan ook niet begrepen. Desondanks gingen wiskundigen aan de slag met zijn omwentelingslichaam van minste weerstand, en Abraham de Moivre kwam in 1695 met enige parabolische en hyperbolische krommen die weinig overeenkomst hadden met het afgeplatte voorbeeld van Newton. In 1699 vergeleek Nicolas Fatio de Duillier de brachistochrone kromme of curve van snelste daling met het omwentelingslichaam van minste weerstand. Zijn oplossing was een afgeknotte parabool. Dat werk zou weinig aandacht hebben gekregen als hij Leibniz niet zou hebben beschuldigd van plagiaat van het werk van Newton op het gebied van de analyse. Daarmee werd de theorie onderdeel van het dispuut tussen Newton en Leibniz. Dit resulteerde in publicaties van l'Hôpital, Leibniz zelf en Johan Bernoulli en John Craig, hoewel de laatste vermeed Fatio te noemen. Na een lange stilte boog Silvabelle zich in 1745 over het probleem en kwam met de laatste puur wiskundige oplossing.

## Toegepaste theorie

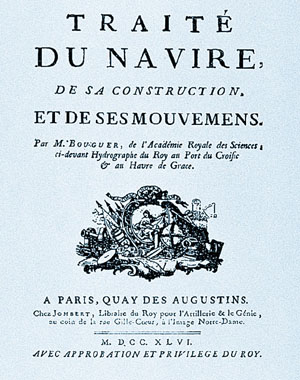
Traité du navire

Totdat aan het einde van de zeventiende eeuw interpretaties verschenen van Varignon, Jakob Hermann en Johan Bernoulli, bleek voor de meesten de toepassing van infinitesimalen te moeilijk. Dat resulteerde in niet altijd juiste afleidingen. Hoewel Paul Hoste in 1697 wel aangaf dat weerstand veroorzaakt werd door 'de schok van deeltjes in een infinitesimaal korte tijd', negeerde hij Newton daarna volledig. Hoewel het werk van Mariotte toen al gepubliceerd was met daarin de bevinding dat weerstand zich proportioneel verhoudt tot snelheid in het kwadraat, beredeneerde Hoste dat weerstand zich proportioneel verhoudt tot de massa en snelheid van de verplaatste vloeistof. Hij kwam zo tot een bolvormig lichaam dat de minste weerstand zou moeten hebben.
Reynaud was de eerste die het omwentelingslichaam van minste weerstand koppelde aan een scheepsvorm. Hij kwam met een vorm die afgeleid was van het werk van l'Hôpital en Bernoulli, maar maakte een kleine aanpassing met een puntige boeg.
Johan Bernoulli was de eerste die de botsingstheorie toepaste op schepen en zeilen. Hij vond de ideale vorm van een schip om koers te houden bij drift. Daarmee was de botsingstheorie theoretisch geperfectioneerd. Als gevolg van verkeerde aannames in de theorie, stemde deze niet overeen met metingen die gedaan werden tijdens proeven.
In 1725 schreef de Académie des Sciences een prijs uit voor de beste publicatie over de plaatsing, de hoogte en het aantal masten. Pierre Bouguer verdeelde in 1727 de boeg in panelen om de stoot van het water te berekenen. Waar Reynaud met een boeg kwam die een halve cirkel als basis had, werkte Bouguer in 1733 een boeg van minste weerstand uit die parabolisch was. Deze boeg hield meer rekening met de praktische beperkingen bij het bouwen van een echt schip en met het feit dat een boeg door de drift niet recht aangestroomd wordt. Na zijn terugkomst uit Peru van de Franse geodetische missie schreef hij twee werken over de boeg van de minste weerstand. Bouguer publiceerde in 1746 zijn Traité du navire en Leonhard Euler publiceerde in 1749 te Sint-Petersburg Scientia navalis, seu tractatus de construendis ac dirigendis navibus over vloeistofmechanica.
Waar Bouguer met praktische numerieke resultaten kwam voor echte schepen, ontwikkelde Euler een algemene hydrodynamische theorie. Beiden kwamen met verschillende boegvormen van minste weerstand, waarbij Bouguer ook ontwerpen maakte voor boegvormen van hoogste snelheid. Bouguer deed ook als eerste een poging het effect van de achtersteven op de weerstand te bepalen. Hij ging er hierbij van uit dat een voortbewegend schip een leegte achterlaat die gevuld wordt door inkomend water. De kracht waarmee dit gebeurt zou het schip voorwaarts moeten drukken. Door zijn resulterende 'achtersteven van grootste impuls' te combineren met de boeg van minste weerstand zou het snelst mogelijke schip gebouwd kunnen worden.

## Einde
Hoewel er een aantal keer beweerd is dat er schepen gebouwd zouden zijn naar de vorm van het omwentelingslichaam van minste weerstand, zijn er geen lijnenplannen of modellen overgeleverd, waardoor het niet mogelijk is te bepalen in hoeverre de scheepsbouwers hierin zijn geslaagd. Ondertussen hadden experimenten aangetoond dat de theorie van botsingen van deeltjes niet houdbaar was. Weerstand bleek afhankelijk van druk die werkt in een veld van stroomlijnen.
Uiteindelijk leidde Andrew Forsyth in 1927 met moderne analytische methoden af dat er geen oplossing is voor het probleem van het lichaam van de minste weerstand, aangezien de vorm ervan afhankelijk is van de snelheid.